# Poecilopsis hulli
Poecilopsis hulli là một loài bướm đêm trong họ Geometridae.